# Escut de Castellcir
L'escut oficial de Castellcir té el següent blasonament:
Escut caironat: d'or, un castell obert d'atzur; bordura de vuit peces d'atzur. Per timbre una corona mural de poble.

## Història
Va ser aprovat el 28 de setembre del 1984 i publicat al DOGC el 16 de novembre del mateix any amb el número 486.
L'escut són les armes dels Castellcir, senyors del poble, i són armes parlants, ja que mostren un castell. Castellcir té un antic castell dalt d'una roca, el castell de la Popa, que data del segle x.